# Довгий, Олесь Станиславович
Оле́сь Станисла́вович До́вгий (укр. Олесь Станіславович Довгий; род. 1 ноября 1980, Киев, УССР, СССР) — украинский политик, секретарь Киевского городского совета (2006—2011), внефракционный депутат Киевского городского совета (c 2006 года). Депутат Верховной Рады Украины VIII, IX созывов, внефракционный (2024 – 2025).
В Верховной Раде 9-го созыва — председатель подкомитета по вопросам медицинского страхования Комитета Верховной Рады Украины по вопросам здоровья нации, медицинской помощи и медицинского страхования.
В Верховной Раде Олесь Довгий официально представляет интересы промышленников, предпринимателей и работодателей, возглавляет Офис представителей бизнеса в парламенте.

## Биография
Родился в семье учёного, предпринимателя и политика Станислава Довгого. Мать — Лариса Довгая, профессор Национального университета «Киево-Могилянская академия», доктор философских наук.
Дед — Алексей Довгий, украинский писатель, поэт. Автор 36 изданий, переведённых на 12 языков мира.
Бабушка — Мария Довгая, заслуженный учитель Украины.
Супруга — Ирина, финансист.
Пара воспитывает двоих общих детей: сыновья Макарий (2019 г.р.) и Матвей (2020 г.р.).

### Образование
В 1997 году с отличием окончил СШ № 58 Киев.
По программе международных обменов прослушал курс языковой школы англ. Anglo European School of English Bournemouth (Великобритания). Также окончил курс экономики и бизнеса в Kensington College of Business.
В 2002 году окончил Киевский национальный экономический университет по специальности «Международная экономика и право».
В 2015 году окончил Национальный университет «Одесская юридическая академия» по юридической специальности.
В 2012—2014 годах — учился по программе MBA для топ-руководителей в INSEAD — The Business School for the World.
Кандидат экономических наук.

### Трудовая карьера
Трудовую деятельность Олесь Довгий начал в 1997 году — референтом в Украинской Ассоциации молодых юристов. С 1998 года работал помощником руководителя страховой компании «Кредо Классик» (сейчас «УНИКА Украина») и одним из руководителей группы компаний Nova Records и Western Thunder, а также был основателем первой украинской DVD-компании. Довгий вместе с партнёрами основал один из первых интернет-провайдеров и компанию «Синергия», которая первой в Украине начала продажи рекламы в кинотеатрах. Довгий с партнёрами основали первый в стране интернет-магазин по продаже аудио- и видеоконтента.
Среди ранних бизнес-проектов Довгого следует отметить совместный издательский проект с Абабагаламага, в рамках которого было издано и продано более 5000000 детских книг серии «Мини-чудо». Это был самый крупный тираж в истории украинского книгоиздательства.
Согласно декларации, свой первый миллион долларов Довгий заработал в возрасте 21 год.

### Семейный бизнес
Довгий является партнёром в бизнесе вместе со старшими членами его семьи. В деловом плане наиболее значимыми проектами для семьи были развитие и продажа Киевского завода радиоаппаратуры, в рамках которого было организовано производство компьютеров и ноутбуков, а также внедрено лицензионное производство телевизоров Sanyo и Philips.
Вторым успешным проектом семьи Довгих стало создание сети продуктовых супермаркетов «Чумацький шлях», которая в 2015 году была продана более мощному игроку на рынке — сети супермаркетов «Велика Кишеня».
После продажи двух бизнесов семья сконцентрировала свои усилия на направлениях деятельности, связанных с девелопментом, недвижимостью, частной медициной. Группа является партнёром в недвижимости сети медицинских клиник «Добробут».
Кроме недвижимости и девелопмента, в семье осталось продуктовое направление, связанное с импортом премиальных продуктов питания, и сеть магазинов элитной электротехники Bang & Olufsen.

## Политическая карьера
18 сентября 2015 года депутат Довгий вошел в состав группы «Воля народа» как один из её руководителей. На местных выборах 2006 года Олесь Довгий прошёл в Киевсовет от Блока Леонида Черновецкого, 28 апреля того же года был избран заместителем председателя — секретарем Киевсовета.
В 2008 году на досрочных выборах в столичный совет вновь стал депутатом и был переизбран заместителем председателя — секретарем Киевсовета на второй срок.
В 2011 году Олесь Довгий сложил полномочия секретаря Киевсовета по собственному желанию в знак протеста против политики Виктора Януковича.
В октябре 2014 года был избран народным депутатом на внеочередных парламентских выборах по избирательному округу № 102 (Кировоградская область).
После победы Олеся Довгого, его оппоненты начали кампанию по дискредитации и выдвинули против него ряд обвинений, что, однако, не были подтверждены.
10 ноября 2016 года Довгого выбрали официальным представителем промышленников, предпринимателей и работодателей в парламенте, также он возглавил Офис представителей бизнеса в ВР.
21 июля 2019 года был повторно избран народным депутатом на внеочередных парламентских выборах по избирательному округу № 102 (Кировоградская область).
19 июня 2025 г. Верховная Рада досрочно прекратила полномочия народного депутата на основе его собственного заявления, сам Довгий заявил об уходе из политики.

## Общественная деятельность
В апреле 2011 года основал Благотворительный Фонд «Можем вместе» для поддержки образовательных проектов для детей, молодёжи и родителей. Деятельность Фонда осуществляется по трём направлениям: спорт и здоровый образ жизни, образовательные программы и социальные проекты, в частности, проекта «Действуем вместе» во время карантина и борьбы с COVID-19.

## Награды
- Орден Святого Андрея Первозванного I степени (сентябрь 2008 года)[17]
- Орден «За заслуги» III степени (28 мая 2009 года)[18]
- Орден Святителя и Чудотворца Николая за возрождение духовности в Украине, преданность идеалам добра и значительный вклад в общественное благо (30 октября 2020 года)